# يوسف البدجي
يوسف عبدة البدجي هو فنان يمني من محافظة ريمة. له ألبومات عدّة في الساحة الفنية منها ألبوم يستر عليك وألبوم سرب الحمام، وهو أحد الفنانين اليمنيين الحاصلين على جائزة رئيس الجمهورية في مجال الفنوقدم برنامج تلفزيوني لأول مرة في أغسطس ٢٠٢١م على قناة يمن شباب بعنوان «ضيف الفن» استضاف فيها العديد من الفنانيين اليمنيين.